# Paseo de Zorrilla
El paseo de Zorrilla de Valladolid (Castilla y León, España) es la principal arteria de la ciudad. Parte de la plaza del mismo nombre hasta finalizar en la carretera de Rueda, junto a las llamadas Puertas de Valladolid, obra del artista vallisoletano Cristóbal Gabarrón. 
El paseo ha recibido a lo largo de su historia diferentes nombres: Paseo de Álvarez Taladriz, Camino Real Nuevo de Madrid, Camino Real Viejo de Madrid, Calle de Puente Duero, Carretera de Puente Duero o Acera de Sancti Spíritus hasta el 23 de enero de 1893, fecha en la que el Ayuntamiento otorgó al paseo el nombre del escritor vallisoletano José Zorrilla.

## Historia

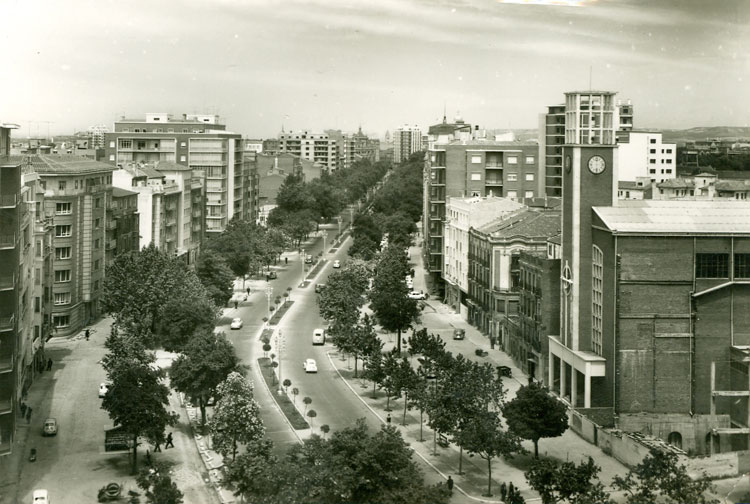
Paseo de Zorrilla, años 1960.

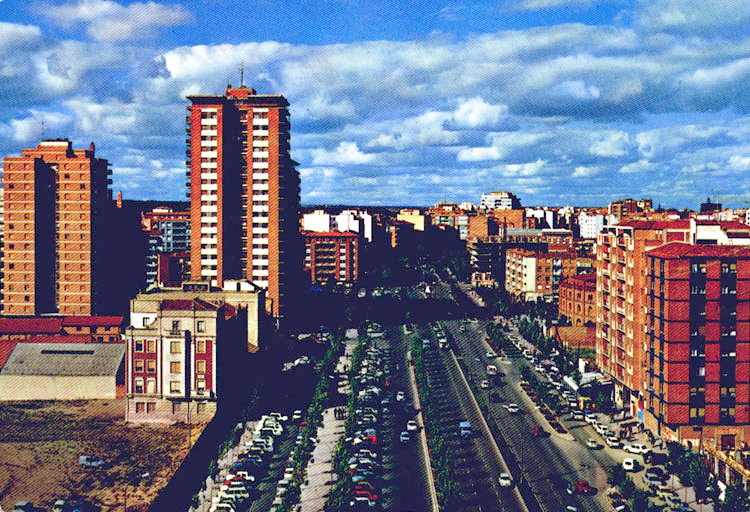
Edificio de las Mercedes y en primer término antigua Clínica del Rosario, en los años 1970.

## Recorrido

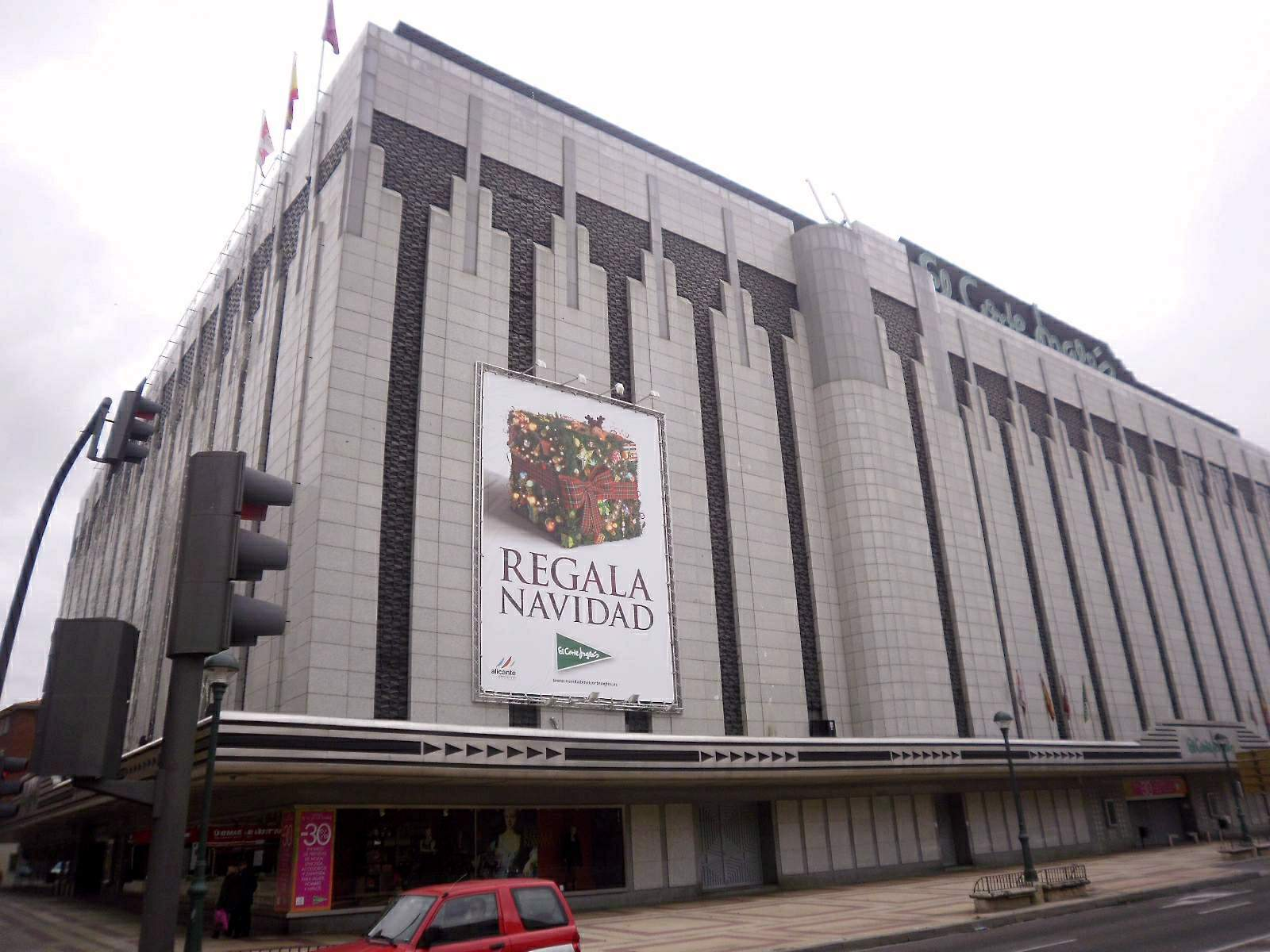
Tienda de El Corte Inglés, en el Paseo de Zorrilla.